# Osterfladen

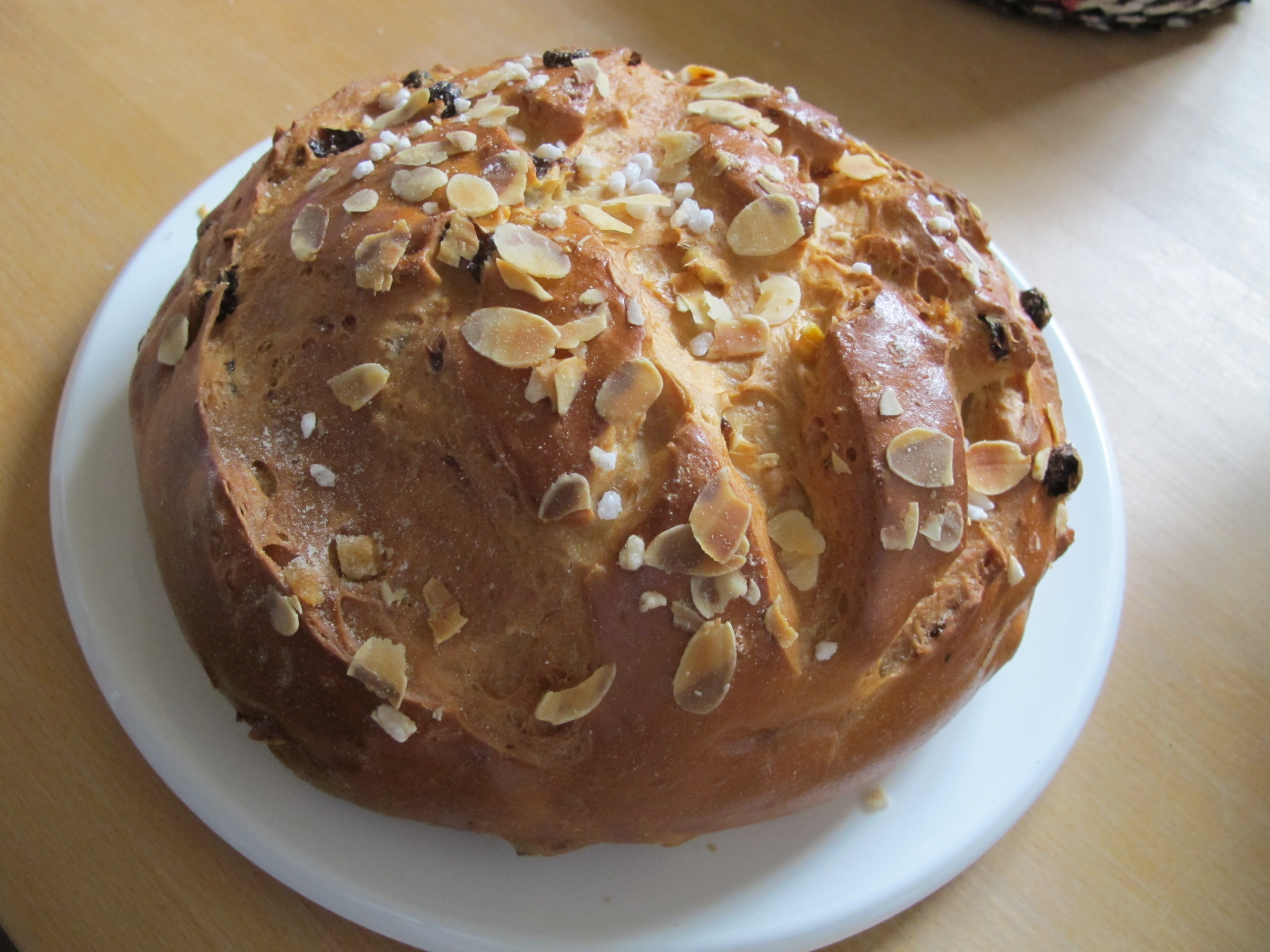
Osterfladen aus Bayern

Der Osterfladen ist ein Gebäck, das traditionell an den Osterfeiertagen zum Frühstück und/oder zum Tee am Nachmittag gereicht wird. Am weitesten verbreitet sind süße Rezepte, meist aus Hefeteig mit Rosinen und Mandeln. Es gibt sowohl protestantische als auch katholische Traditionen, in denen der Fladen vor dem Verzehr kirchlich geweiht wird. Der Osterfladen ist eine Variante von Osterbrot.
Mittlerweile werden Osterfladen bereits deutlich vor Ostern im Handel angeboten, Schwerpunkt des Verkaufs sind die zwei Wochen vor Ostern.
In der Schweiz, speziell in Basel, gibt es eine eigene Tradition der Osterfladen, die sich von den deutschen Varianten unterscheidet und keine Hefe enthält.

## Biblischer Hintergrund
Der Osterfladen ist eine christliche Reminiszenz an die Matzen – das ungesäuerte Brot – des jüdischen Pessachfestes. Diese werden in den Passions- und Osterberichten der Evangelien erwähnt (Mt 26,17 ; originaler Luthertext: „am ersten Tage der süßen Brote“) und von Paulus spirituell gedeutet (1 Kor 5,6–8 ). Die letzte Strophe von Martin Luthers Osterlied Christ lag in Todes Banden lautet:
Wir essen vnd leben wol /

yn rechten Ostern fladen

Der alte saurteig nicht sol /

seyn bey dem wort der gnaden

Christus wil die koste seyn /

vnd speysen die seel alleyn /

der glawb wil keyns andern leben.

– Martin Luther: Christ lag yn todes banden.